# Mimostedes fuscus
Mimostedes fuscus là một loài bọ cánh cứng trong họ Cerambycidae.